# Kim (stripreeks)
Kim is een vedettestrip gebaseerd op de Belgische toptennisster Kim Clijsters. Na het winnen van verschillende tennistoernooien en na haar prestaties in de Fed Cup, kreeg Kim Clijsters een eigen stripreeks. De reeks kende zijn begin in 2004. 
De reeks werd getekend door striptekenaarsduo Wim Swerts & Vanas. Hec Leemans nam de scenario's voor zijn rekening. De strips werden uitgegeven door de Standaard Uitgeverij. 
Er verschenen slechts twee stripalbums in deze reeks.

## Albums
| Nummer | Titel          | Jaartal (Eerste druk) |
| ------ | -------------- | --------------------- |
| 1      | De FatCup      | 2004                  |
| 2      | De Beauty Case | 2004                  |

## Bron / voetnoot
1. ↑  Kim Clijsters wordt heldin in stripverhaal